# Anarquisme cristià

Símbol que representa l'anarquisme cristià.

L'anarquisme cristià o anarcocristianisme és una forma d'entendre la vida cristiana en la qual els principis ètics i d'organització social són anarquistes. Els cristians anarquistes afirmen que si cadascun dels individus és valuós davant Déu, només regeix el dret natural de les persones com a fonament de la llibertat personal i no hi ha lloc per a governs, civils o eclesiàstics, sobre les persones. Bàsicament, prenen els ensenyaments de l'Evangeli com fonament espiritual de l'anarquia.
El fonament de l'anarquisme cristià és refusar la violència tal com s'expressa en l'obra de 1894 El Regne de Déu està dins teu de Leo Tolstoi com a text clau. Tolstoi va cercar de separar l'església ortodoxa russa que estava unida a l'estat del que creia que era el veritable missatge de Jesús amb especial atenció al seu Sermó de la muntanya i els principis de la no-violència i no-resistència.